# Drabenderhöhe
Drabenderhöhe (hommersch Dravenderhöh/de Höh) ist eine Ortschaft der Stadt Wiehl im Oberbergischen Kreis im Regierungsbezirk Köln in Nordrhein-Westfalen.

## Lage und Beschreibung
Drabenderhöhe liegt im Kreuzungsbereich der von Köln nach Siegen führenden Brüderstraße und der von Siegburg über Ründeroth nach Hagen verlaufenden Zeithstraße (Bundesstraße 56 und Landesstraße 338). Am südlichen Ortsrand entspringt der Hausiefen, der als Becher Suthbach in die Bröl mündet. Am nordwestlichen Ortsrand entspringt der knapp 8 km lange Loopebach, der in Engelskirchen-Loope in die Agger mündet.
Als neue Wohngebiete sind die Siedlungen entlang der K 40, das Pfaffenscheid (an der B 56) und Dahl (L 321) entstanden. Das Gewerbegebiet Drabenderhöhe liegt außerhalb, an der L 336. Drabenderhöhe liegt südlich der Bundesautobahn 4.

## Geschichte

Wappen der früheren Gemeinde

### Mittelalter – bis etwa 1700
Der Kirchturm stammt aus dem 12. oder 13. Jahrhundert. Einsam auf einer Anhöhe einst als Taufkapelle am Kreuzungspunkt alter Handelswege entstanden, zählt er als christliches Kulturdenkmal zu den ältesten des oberbergischen Landes. Andere Geschichtsquellen lassen darauf schließen, dass ein Gotteshaus in Drabenderhöhe schon weit vor dem 12. Jahrhundert bestand. Um die Mitte des 14. Jahrhunderts wird die Kirche dem Johanniterorden angegliedert und stand in enger Verbindung mit der Komturei Marienhagen (Komturei = Verwaltungsbezirk eines Ritterordens). Das Johanniterkreuz ist zum Bestandteil des Wappens der alten Gemeinde Drabenderhöhe geworden.
1353 wurde der Ort erstmals in der Schreibweise „Dravender Hoy“ urkundlich erwähnt: „Ritter Heinrich von Grafschaft überträgt den Zehnten of der Dravender Hoy mit allen zugehörigen Rechten auf seinen Sohn Heinrich“.
In der A. Mercator-Karte von 1575 als Kirchdorf Drauende hoighe verzeichnet. Im Futterhaferzettel der Herrschaft Homburg von 1580 werden als abgabepflichtig Uff der Hoehe ein Wittgensteinischer, ein Saynischer und 10 Bergische Untertanen gezählt.
1555 wurde der Vicarius Jakob Neuleben, wahrscheinlich durch den Komtur von Marienhagen als Geistlicher nach Drabenderhöhe berufen. Anfänglich auf die bergische (katholische) Kirchenordnung verpflichtet, war er später der Reformation zugetan.
Im Siegburger Vergleich zur Beendigung der lang andauernden Streitigkeiten zwischen Berg und Homburg wird 1604 zur Festlegung der Grenzlinie bestimmt (Kurzfassung): „...vom Ahe Seiffen (Grenzbach zwischen dem wurde und dem Siegkreis). .. in den Hönerborn, von dannen neben der Trabender Höhe die Landwehr hinauf, derogestalt, dass die Landwehr und der Schlagbaum bergisch und die Kapelle mit dem Kirchengift Homburg verbleibe“. Ein Jahr später führte die Kirche das reformierte Bekenntnis ein. Die Religionszugehörigkeit der Kirchspiele im Grenzstrich unterschiedlicher landesherrlicher Ansprüche (Berg, Homburg) war jahrzehntelang umstritten. Im benachbarten Much blieb es schließlich beim katholischen Glauben. An den zum lutherischen Bekenntnis konvertierten Pfarrer aus jener Zeit, Jakob Neuleben, erinnert heute ein Straßenname.
Aus der Zeit von 1634 bis 1636 während des Dreißigjährigen Krieges wird berichtet, dass in Drabenderhöhe und der Umgegend die Pest wütete und viele Bewohner hinwegraffte. Die Sage überliefert, dass der Schwarze Tod auch schon im 13. Jahrhundert das Gebiet schwer heimsuchte, so dass viele Gehöfte fast menschenleer waren. Von Drabenderhöhe heißt es, dass nur 2 Menschen die Geissel der damaligen Zeit überlebt hätten; der eine in einem Erdloch am Heckberg, der andere in einem Hofe in Brächen. Jeden Morgen soll der Mann vom Heckberg auf eine Anhöhe gestiegen sein, um sich zu überzeugen, ob noch Rauch aus einem Kamin seines Nachbarn steige.
Nach dem großen Brand 1696, dem 11 Wohnhäuser und die Kirche zum Opfer fielen, wurde im Jahr darauf ein neues Langhaus gebaut und der Kirchturm um ein Geschoss erhöht.

### Neuzeit – ca. 1700 bis 1945
Bis ins 19. Jahrhundert war Drabenderhöhe als Kirch- und Marktdorf von der Landwirtschaft und vom Handwerk geprägt. Nach der Schließung der Erzbergwerke in Forst und Kaltenbach um 1911 suchten die Bewohner Arbeit im aufblühenden Agger- und Wiehltal. Unter der Herrschaft Homburg werden im Ort um 1700 49 Seelen in 9 Haushaltungen gezählt. 1863 sind es 104 Bewohner.
Das infolge der Grenzziehungen im Siegburger Vergleich territorial aufgespaltene Dorf (bekannt als Dreikreiseort Drabenderhöhe) wird 1932 (Zusammenlegung von Kreis Waldbröl und Kreis Gummersbach) zu einem einheitlichen Ganzen verbunden und dem Oberbergischen Kreis zugeordnet.
Im Zweiten Weltkrieg gingen um Drabenderhöhe Geschütze und Flak-Batterien in Stellung. Die exponierte Höhenlage an einer Durchgangsstraße mit Truppenbewegungen und Evakuiertentrecks führte dazu, dass bei Tieffliegerangriffen Ende März 1945 die ersten Soldaten und Zivilisten getötet oder verletzt wurden. Die Kirche erhielt schwerste Bombentreffer und wurde nahezu vollständig zerstört. Brandbomben verheerten fast alle nahe stehenden Gebäude. Danach setzte wiederholter Artilleriebeschuss der Amerikaner vor allem nachts das Zerstörungswerk fort. Das häusliche Leben spielte sich vornehmlich in den Kellern ab. Nach hinhaltendem Widerstand deutscher Truppen entging Drabenderhöhe am 12. April 1945 knapp der Zerstörung aus der Luft. Nach Bekunden der einmarschierten US-Militärs ist ein Geschwader von Jagdbombern, das den Ort in Trümmer gelegt hätte, in letzter Minute wieder abbestellt worden.

### Nach dem Zweiten Weltkrieg
Erst nach dem Zweiten Weltkrieg stieg die Einwohnerzahl erheblich an. Die ersten Heimatvertriebenen halfen beim Wiederaufbau. 1965 zählte man rund 600 Einwohner. Für die weitere Entwicklung des zeitweiligen Höhenluftkurortes wurde die Ansiedlung der Siebenbürger Sachsen ab 1964 zu einem wichtigen wirtschaftlichen und kulturellen Faktor. Am Ortsrand des Altdorfes wuchs in zwanzig Jahren eine Großsiedlung.
Von den 250 Heimatorten in Siebenbürgen zogen aus 190 Orten Siedler nach Drabenderhöhe. Drabenderhöhe wurde zur Stätte der Begegnung. Über 3500 Menschen leben heute in Drabenderhöhe. Am 6. Januar 1960 wurde die Gemeinde Drabenderhöhe nach Amtsbeschluss in Bielstein umbenannt, da sich im bisherigen Ortsteil Bielstein auch der Verwaltungssitz der Gemeinde befunden hatte. Bielstein wurde am 1. Juli 1969 in die Nachbarstadt Wiehl eingemeindet.
1986 kam der damalige Bundespräsident Richard von Weizsäcker zu Besuch nach Drabenderhöhe, der größten Siebenbürger-Siedlung außerhalb Siebenbürgens. Zuvor war mit dem Wanderfreund Karl Carstens bereits ein amtierender Bundespräsident hier gewesen. 1991 gewann Drabenderhöhe die Goldplakette für die Vorbildliche Integration von Ausländern im Bundeswettbewerb.
Mediale Aufmerksamkeit errang Drabenderhöhe wegen seines „Kulturhaus Hermann Oberth“, dessen Namensgeber Hermann Oberth in seiner „Wählerfibel für ein Weltparlament“ (Erstauflage 1983) die Vernichtung behinderten Lebens forderte. Als Namensgeber für das Kulturhaus war er auf Grund seiner Arbeit als Physiker und Erfinder in der Luft- und Raumfahrt mit siebenbürgischen Wurzeln gewählt worden. Nach einem Beschluss des Stadtrats Wiehl wurde das Stadtteilhaus 2010 in Kulturhaus Drabenderhöhe-Siebenbürgen umbenannt.
2004 wurde der „Turm der Erinnerung“ eingeweiht. Das Gebäude ist den in Siebenbürgen typischen Wehrtürmen der Kirchenburgen nachempfunden und soll an die Geschichte der Siebenbürger Sachsen erinnern. Im Turm hängt die Heimatglocke der siebenbürgischen Gemeinde Mardisch.

## Besonderheiten
Die Herkunft des in einem Straßennamen erhaltenen Begriffs Landwehr ist nicht eindeutig geklärt. Während die an einzelnen Stellen noch zu erkennenden Erdwälle und Gräben als Verteidigungsanlagen oder als bloße Grenzscheide aus frühgermanischer Zeit vermutet wurden, handelt es sich nach anderen Quellen der Geschichtsforschung bei den Landwehren um Grenzsperren, wie sie zum Schutz vieler Territorien im 14. und 15. Jahrhundert auf Befehl der jeweiligen Landesherren von den Untertanen geschaffen werden mussten. Beim Siegburger Vergleich 1604 wird diese alte Grenzlinie wieder aufgenommen und festgeschrieben.

## Wirtschaft und Industrie
Das Gewerbegebiet Drabenderhöhe ist 7,6 ha groß. Es ist über die Landesstraße 336 zu erreichen. Es liegt etwa 4,2 km von der Anschlussstelle 24 der A 4 entfernt.

## Kirchen
- Evangelische Kirche Drabenderhöhe, besitzt große Orgel mit 18 Registern von 1977 (Schwelmer Orgelbau Dahlbüdding)

## Museen
Die Siebenbürger Heimatstube Drabenderhöhe ist seit August 1989 im Kulturhaus Drabenderhöhe untergebracht und gilt als einer der wichtigsten musealen Einrichtungen der siebenbürgischen Kultur außerhalb Rumäniens. Die Heimatstube vermittelt Einblicke in die bis heute gepflegten Sitten und Bräuche der über 800 Jahre alten Tradition und Kultur im Siebenbürger Land. Zu den Sammlungen gehören unter anderem Trachten, Schmuck und Stickereien. Zu sehen sind außerdem Kürschnerarbeiten und Keramiken. Weiterhin sind bemalte Möbel aus Bauernstuben, darunter ein Prunkbett ausgestellt. Eine Besichtigung ist nur nach telefonischer Vereinbarung möglich, der Eintritt ist aber frei.
Das Heimatmuseum grüne Scheune im Ortsteil Scheid war ursprünglich ab 1884 die Kornbrennerei von Gustav Hühn. Im Jahr 2000 kauften Barbara & Eckhardt Venz das abbruchreife Gebäude und bauten das Haus detailgetreu wieder auf. Seit 2005 dient es nun als Museum für die  über Jahre hinweg gesammelten Ausstellungsstücke, welche alle einen Bezug zu Drabenderhöhe haben. Die Ausstellung umfasst unter anderem alte Kleidung, Schmuck, Geschirr, eine Küche, ein Wohn- und Schlafzimmer, Spielsachen, Urkunden, Bilder, Fensterglas, Schulbank und vieles mehr. Unter dem Gebäude befindet sich ein 15 m langer und 3 m breiter Gewölbekeller, der zur Schnapslagerung genutzt wurde. Dort befindet sich auch ein 12 m tiefer  aus Naturstein gehauener Brunnen, der als einer der Quellen des Wahnbaches gilt.
Im Sommer bildet die Grüne Scheune den Hintergrund für Ausstellungen, Konzerte, Lesungen, Workshops oder anderen kulturellen Veranstaltungen.  Der Eintritt ist frei, jedoch sollte man sich vorher telefonisch anmelden.

## Freizeit

### Sport
Es gibt mehrere im Ort ansässige Sportvereine. Der BV 09 Drabenderhöhe e. V. ist in mehreren Disziplinen im Breiten- und Wettkampfsport aktiv. Die Fußballabteilung ist die Gründungsabteilung, später kamen Turnen, Badminton, Volleyball, Leichtathletik und Fitness/Gesundheitssport hinzu. Die Tennisabteilung trennte sich 1977 vom BV und gründete den TC 77 Drabenderhöhe, der in unmittelbarer Nähe zum örtlichen Sportplatz seine Anlage betreibt. Der MSC Drabenderhöhe-Bielstein e. V. betreibt auf der zwischen den beiden Orten gelegenen Motocrossanlage Motorsport, der auch einen jährlichen WM-Lauf im Motocross beinhaltete. Ein tragischer Unfall ereignete sich im Jahr 2016 auf der Strecke, bei der ein Zuschauer in einem eigentlich für Zuschauer gesperrten Bereich durch eine außer Kontrolle geratene Maschine tödlich verletzt wurde. Der 1. Reit- und Fahrverein Wiehl e. V. bietet auf einer Anlage im Ortsteil Scheidt Reitsport an. Als Kleinsportgruppe ist der Angelsportclub Drabenderhöhe „JIMSH“ e. V. auch im Ort angesiedelt.

### Wander- und Radwege
In und um Drabenderhöhe gibt es folgende Wanderwege des Sauerländischen Gebirgsvereins:
| Art           | Wegzeichen | Wegstrecke | Weglänge |
| ------------- | ---------- | --- | -------- |
| Rundwanderweg | A5         | Drabenderhöhe–Brächen–Verr–Drabenderhöhe | 04,1 km  |
| Rundwanderweg | A6         | Drabenderhöhe–südlich Drabenderhöhe–Drabenderhöhe | 03,7 km  |
| Rundwanderweg | A7         | Drabenderhöhe–Büddelhagen–nördlich Verr–Umrundung des Steimel–Much-Heckhaus–Heckberg–südlich Büddelhagen–Drabenderhöhe                                                         | 09,5 km  |
| Rundwanderweg | O0         | Bielstein–Oberbantenberg–Weiershagen–Forst–Brächen–Drabenderhöhe–südlich Hillerscheid–südlich Jennecken–Gassenhagen–Niederbellinghausen–Faulmert–Hengstenberg–Linden–Bielstein | 21,5 km  |

Außerdem durchqueren drei Fernwanderwege den Ort: Der Kurkölner Weg von Meschede nach Köln-Rath (Markierung X22), der Graf-Engelbert-Weg von Hattingen nach Schladern (X28) und der Elisabethpfad von Köln nach Marburg (markiert mit einem roten E).

### Einrichtungen
- Feuerwehrhaus
- Evangelischer Kindergarten
- Adele Zay Kindergarten
- Gemeinschaftsgrundschule Drabenderhöhe
- Altenheim Siebenbürgen
- Ev. Gemeindehaus
- Jugendheim
- Kulturhaus Drabenderhöhe-Siebenbürgen
- Siebenbürger Heimatstube, ein Museum im Kulturhaus
- Friedhof

## Wettbewerb – Unser Dorf soll schöner werden
Im Rahmen des landesweit ausgetragenen Wettbewerbs Unser Dorf soll schöner werden (Oberberg) hat Drabenderhöhe folgende Preise erhalten:
- 1975 Landeswettbewerb Bronze
- 1977 Landeswettbewerb Silber + Sonderpreis
- 1989 Landeswettbewerb Silber + Sonderpreis

## Söhne und Töchter des Ortes
- Johannes Jüngst (1871–1931), evangelischer Geistlicher, Autor und Politiker
- Heinrich Höhler (1907–1995), evangelisch-reformierter Geistlicher